# Adiantum tuomistoanum
Adiantum tuomistoanum är en kantbräkenväxtart som beskrevs av Jefferson Prado. Adiantum tuomistoanum ingår i släktet Adiantum och familjen Pteridaceae. Inga underarter finns listade.